# Mitostemma
Mitostemma je rod iz porodice Passifloraceae, iz tribusa Passifloreae.
Vrste u ovom rodu:
- Mitostemma brevifilis Gontsch.
- Mitostemma glaziovii Mast.
- Mitostemma jenmanii Mast.
- Mitostemma margaritae (A.C. Cervi) Tillet[2]

## Ugroženost
Nijedna vrsta iz ovog roda nije svrstana u IUCN-ov popis ugroženih vrsta.